# Palanche de la Cretta
Palanche de la Cretta är en bergstopp i Schweiz.   Den ligger i distriktet Hérens och kantonen Valais, i den södra delen av landet, 90 km söder om huvudstaden Bern. Toppen på Palanche de la Cretta är 2 927 meter över havet, eller 66 meter över den omgivande terrängen. Bredden vid basen är 0,43 km.
Terrängen runt Palanche de la Cretta är huvudsakligen mycket bergig. Närmaste större samhälle är Sion, 17,0 km nordväst om Palanche de la Cretta. 
Trakten runt Palanche de la Cretta består i huvudsak av gräsmarker. Runt Palanche de la Cretta är det glesbefolkat, med 10 invånare per kvadratkilometer.